# Mauro Scoccimarro
Mauro Scoccimarro (Udine, 30 ottobre 1895 – Roma, 2 gennaio 1972) è stato un politico e partigiano italiano.

## Biografia
Nato in una famiglia nazionalista, figlio da Teresa Caputo e Antonio Scoccimarro, fratello maggiore di Cesare, impiegato delle ferrovie, trascorse la prima adolescenza nella terra d’origine del padre, la Puglia, in un ambiente solo sfiorato dagli echi delle dure lotte bracciantili di quegli anni. Ritornato a Udine, si diplomò ragioniere e si iscrisse alla scuola superiore di commercio a Venezia. Interventista convinto nella prima guerra mondiale, si arruolò come volontario negli alpini con il grado di sottotenente: la barbarie del conflitto lo convinse a passare dalla parte del pacifismo nonostante ciò, venne decorato al valor civile e militare e congedato col grado di capitano del Regio esercito.

Scoccimarro con i dirigenti del PCI Giorgio Amendola e Luigi Longo in una via di Roma.

Nell’ottobre 1917 s'iscrisse al Partito Socialista Italiano, del quale divenne segretario della sezione di Udine, per poi staccarsene nel 1921, allorché venne fondato il Partito Comunista d'Italia, cui Scoccimarro aderì. Direttore del quotidiano marxista Il lavoratore friulano, egli divenne insieme ad Antonio Gramsci il più autorevole dirigente del PCdI, dopo l'omicidio di Giacomo Matteotti. Con il politico e filosofo sardo fu rappresentante dei comunisti italiani alla Terza Internazionale.
Arrestato nel 1926 a Milano per attività antifascista, Scoccimarro venne condannato dal Tribunale Speciale a vent'anni di carcere. Nel 1937 la pena fu commutata nel confino, che egli scontò principalmente a Ponza e sull'Isola di Santo Stefano (Ventotene); in tale occasione conobbe Maria Baroncini (sorella di Nella, consorte di Antonio Cicalini), sua futura moglie. Liberato dai partigiani comunisti il 17 agosto del 1943, partecipò alla Resistenza e fu uno dei membri più importanti del centro del partito a Roma.
Nel dicembre 1944 divenne Ministro dell'Italia occupata nel governo Bonomi III fino al giugno 1945.
Ferruccio Parri lo nominò Ministro delle finanze nello stesso giugno 1945, e conservò tale ruolo fino al 1947, con il governo De Gasperi II. Quale ministro, operò eliminando le bardature di guerra e liberalizzando il sistema concorrenziale, ma non riuscì nel proposito d'imporre una tassa sui sovraprofitti di guerra a causa della caduta del governo.
Ricoprì inoltre l'incarico di Alto commissario aggiunto per l'epurazione nella pubblica amministrazione.
Nella prima legislatura repubblicana fu senatore di diritto. Successivamente fu sempre rieletto al Senato, del quale fu anche vicepresidente e rappresentante al Parlamento europeo.
Nella seconda metà degli anni '50 venne emarginato all'interno del PCI, nonostante rimanesse nel Comitato centrale e nella direzione. Egli però era deciso a tentare la scalata verso la segreteria nazionale, ma morì improvvisamente il 2 gennaio 1972 a Roma, poche settimane prima del congresso che elesse come segretario Enrico Berlinguer.

### Governi dei quali ha fatto parte
- Governo Bonomi III, come Ministro dell'Italia Occupata
- Governo Parri, come Ministro delle finanze
- Governo De Gasperi I, come Ministro delle finanze
- Governo De Gasperi II, come Ministro delle finanze

## Opere
- La Costituente e il rinnovamento nazionale, Roma, l'Unità, 1946.
- Dottrina marxista e politica comunista, Roma, l'Unità, 1946.
- Su alcuni aspetti del nostro programma, Roma, l'Unità, 1946.
- Il secondo dopoguerra, 2 voll., Roma, Editori Riuniti, 1956.
- Nuova democrazia, Roma, Editori Riuniti, 1958.
- Ideologia e politica, Roma, Editori Riuniti, 1960.
- La crisi in Alto Adige, Roma, Editori Riuniti, 1960.
- Antonio Gramsci, in Trent'anni di storia italiana, 1915-1945. Dall'antifascismo alla Resistenza, Torino, Einaudi, 1961.
- Ideologia marxista e programmazione economica, Roma, Editori Riuniti, 1965.
- Il rinnovamento e il rafforzamento del partito, Roma, Editori Riuniti, 1966.